# Red Court
Red Court ist eine Villa in der schottischen Stadt Dundee in der gleichnamigen Council Area. 1965 wurde das Bauwerk in die schottischen Denkmallisten in der höchsten Denkmalkategorie A aufgenommen. Des Weiteren bildet die Villa zusammen mit der zugehörigen Lodge und dem Waschhaus ein Denkmalensemble der Kategorie A.

## Geschichte
Red Court gehört zu den Villen in Dundee tätiger Industrieller, die in den ehemals eigenständigen Gemeinden, die heute den Ostteil Dundees bilden, im Laufe des 19. Jahrhunderts entstanden. William Gordon Thomson, Eigentümer der Douglas Foundry, ließ Red Court im Jahre 1886 für seinen Sohn Alexander Gordon Thomson errichten. Mit der Planung betraute Thomson den schottischen Architekten Hippolyte Blanc. 1920 wurde ein Billardsalon nach einem Entwurf von William Gauldie und Robert Hardie hinzugefügt. Noch 1989 bewohnten die Nachfahren William Thomson die Villa.

## Beschreibung
Red Court steht an der Kreuzung der Strathern Road mit der Fairfield Road im Ostteil von Dundee. Mit Beachtower und Aystree befinden sich zwei weitere denkmalgeschützte Industriellenvillen in der Umgebung. Die asymmetrisch aufgebaute zweistöckige Villa ist im Stile der Neorenaissance ausgestaltet. Ihr Mauerwerk besteht aus grob behauenem, bossiertem Sandstein aus Dumfries, der ursprünglichen Heimat der Familie. Einzelne Elemente sind mit Harl verputzt. Die Fenster sind meist mit steinernen Fensterpfosten ausgeführt. Das komplex aufgebaute steil geneigte Dach mit Walmen ist mit grünlichem Schiefer eingedeckt. Der Innenraum ist weitgehend im Originalzustand erhalten.